# Constantin Rozanoff
Pour les articles homonymes, voir Rozanoff.
Constantin Rozanoff, dit « Kostia » Rozanoff, né le 23 août 1905 à Varsovie (Empire russe) et mort le 3 avril 1954 à Melun-Villaroche en Seine-et-Marne, est un aviateur français, colonel dans l'armée de l'air puis pilote d'essai chez Dassault.
Pendant la Seconde Guerre mondiale, Kostia Rozanoff commande en second le groupe de chasse II/4 et remporte deux victoires lors de la bataille de France. Après le débarquement américain en Afrique du Nord, il prend le commandement du Groupe de Chasse II/5 La Fayette, puis du GC II/3. Il est un des premiers français à piloter un avion à réaction. En 1945, devenu colonel, il commande le Centre d'expertise aérienne militaire de Mont-de-Marsan.
Rozanoff quitte l'armée de l'air en 1946 et devient directeur des essais en vol chez Dassault. Il met au point les premiers chasseurs à réaction français, des séries Ouragan et Mystère. En février 1954, il est le troisième pilote français à franchir le mur du son en vol horizontal sur un avion français, le Mystère IV B 01, aux commandes duquel il trouve la mort quelques semaines plus tard.

## Biographie
Kostia Rozanoff arrive en France à l'âge de six ans avec ses parents, fuyant les persécutions antisémites menées par l’occupant russe.  

### Pilote de chasse et ingénieur
En 1927, il est naturalisé français et intègre l’Armée de l’air, où il est breveté pilote de chasse trois ans plus tard. Après des études d'ingénieur à l'École centrale Paris puis à Sup Aéro dont il est diplômé en 1933, il s'oriente alors vers des postes à caractère technique, ce qui le conduit à être affecté en 1935 au Centre d'essais du matériel aérien (CEMA) de Villacoublay où il reste jusqu'à la Seconde Guerre mondiale.

### Seconde Guerre mondiale, commandant de groupe de chasse

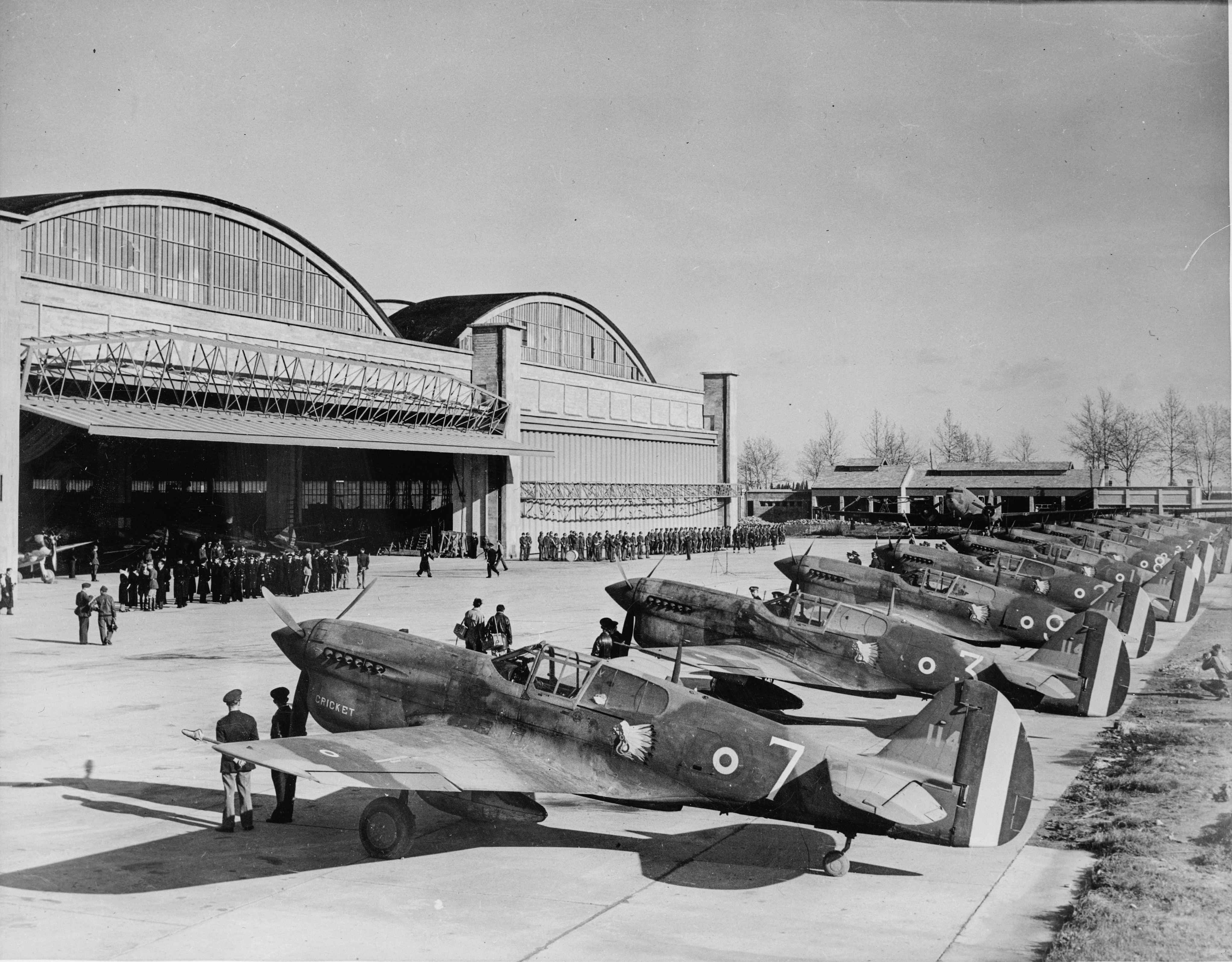
Remise officielle de 12 Curtiss P-40 au groupe de chasse 2/5 qu'il commande, le 9 janvier 1943.

Désireux de rejoindre le front, Rozanoff obtient en février 1940 son affectation comme commandant en second du groupe de chasse (GC) II/4. Il y participe à la bataille de France lors de laquelle il obtient ses deux seules victoires. Après l'armistice du 22 juin 1940, Rozanoff reste dans l'Armée de l'air. Après le débarquement anglo-américain en Afrique française du Nord en novembre 1942, il prend le commandement du Groupe de Chasse II/5 La Fayette, équipé de Curtiss P-40, et combat en Tunisie. 
Il devient ensuite adjoint au directeur des écoles de pilotage d'Afrique du Nord, puis commandant du GC II/3 en juillet 1943. En décembre de cette même année, il retourne à sa vocation de technicien via une série de cours et de stages en Grande-Bretagne et aux États-Unis, où il se trouve à l'arrêt des hostilités. Il devient l'un des premiers Français à piloter un avion à réaction. Fin 1945, Rozanoff est muté comme directeur du Centre d'expertise aérienne militaire de Mont-de-Marsan, avec le grade de colonel.

### Directeur des essais en vol de Dassault
En octobre 1946, Rozanoff quitte l'Armée de l'air et entre chez le constructeur privé Dassault comme directeur des essais en vol. À ce titre, il assure la mise au point des premiers chasseurs à réaction français de grande série, l'Ouragan puis la série des Dassault Mystère.
Le 17 janvier 1953, le Dassault MD 454 (Mystère IV), piloté par le colonel Constantin Rozanoff, est le deuxième avion français à passer le mur du son, en piqué.
Le 24 février 1954[source secondaire nécessaire], aux commandes d'un Mystère IV B, il est le troisième pilote français à franchir le mur du son en vol horizontal sur un avion de conception nationale, en avance sur l'industrie britannique et seulement quelques mois après le F-100 Super Sabre américain. Le 12 décembre 1952, le commandant Roger Carpentier est le premier Français à passer officiellement le mur du son, à bord d'un Mystère II, au Centre d'essais en vol de Brétigny-sur-Orge.

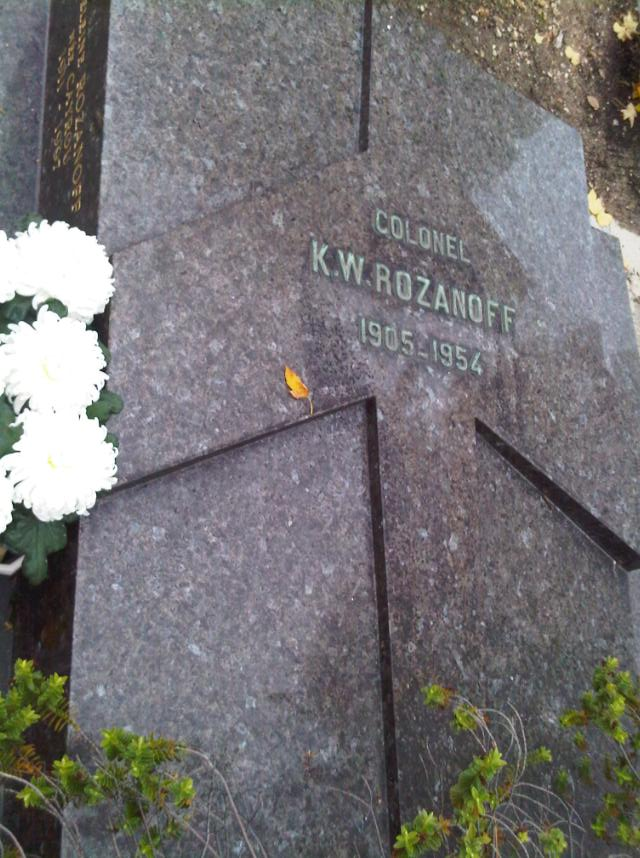
La tombe de Rozanoff à Passy, avec une croix en forme de chasseur à réaction.

### Accident mortel
Le 3 avril 1954, Kostia Rozanoff trouve la mort aux commandes du Mystère IV B 01 au cours d'une démonstration devant un parterre d'officiels français et britanniques au centre d'essais en vol de Melun-Villaroche. Lors d'un passage à 30 mètres d'altitude et à grande vitesse, la défaillance d'un relais électrique entraîne le plan fixe de l'empennage horizontal dans le sens à piquer et l'avion s'écrase en moins de deux secondes, sans laisser la moindre chance à son pilote.

## Postérité

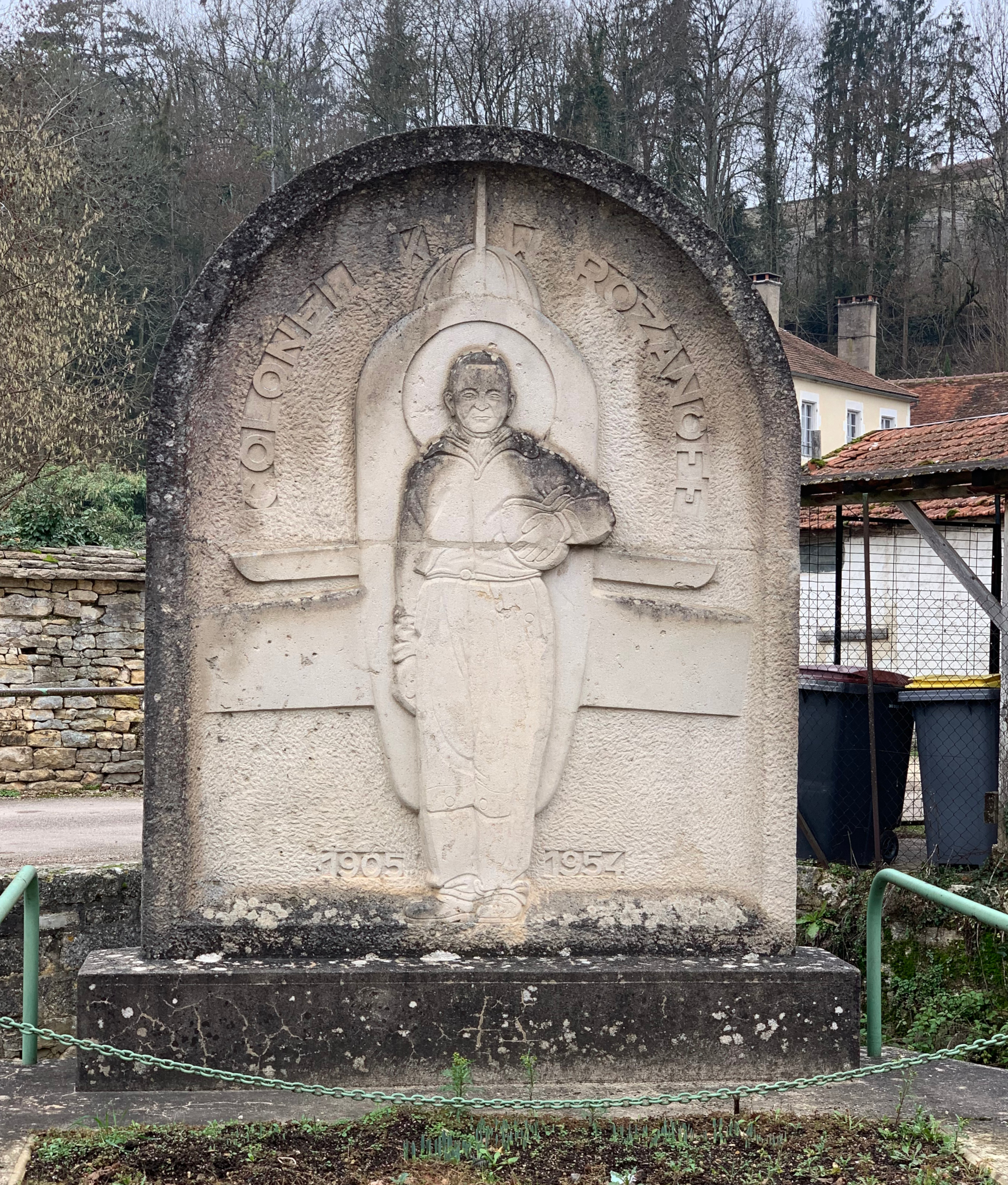
Relief en hommage à C. Rozanoff à Châtel-Censoir.

- Rozanoff a publié ses mémoires, avec l'aide de Marcel Jullian qui a rédigé une postface au manuscrit inachevé de l'auteur, sous le titre Double Bang aux éditions Amiot Dumont. Ce livre est également paru sous le titre Pilote d'essai dans la collection Bibliothèque verte pour adolescents.
- Une stèle rappelle son nom et la date du fatal accident, à Montereau-sur-le-Jard, site de l'aérodrome de Melun-Villaroche, à l'endroit même du lieu de chute de l'avion[8].
- La base aérienne 118 de Mont-de-Marsan porte son nom et s'appelle « Base aérienne 118 Colonel Rozanoff ».
- L'avenue menant à la base aérienne 118 de Mont-de-Marsan porte également son nom : l'avenue du Colonel K. W. Rozanoff.
- La rue du Colonel-Rozanoff porte son nom depuis 1972 dans le 12e arrondissement de Paris.
- Il a été élu en 2011 parrain de la Promotion 2014 de l'École centrale Paris, promotion qui porte désormais son nom[9].
- En 1959, un timbre français honore Charles Goujon et Constantin Rozanoff[10].
- Un relief lui rend hommage à Châtel-Censoir où il possédait une maison[11].